# Cadwaladr ap Gruffydd
Cadwaladr ap Gruffydd († 29. Februar 1172) war ein walisischer Fürst von Gwynedd und Herrscher von Ceredigion.

## Leben

### Jugend und Herrschaft in Ceredigion
Er war der dritte Sohn von Gruffydd ap Cynan und dessen Frau Angharad. Er wird erstmals 1136 genannt, als er nach dem Tod von Richard FitzGilbert, Lord of Ceredigion während des walisischen Aufstands nach dem Tod Heinrichs I. zusammen mit seinem älteren Bruder Owain Gwynedd den Norden von Ceredigion überfiel und fünf Burgen einschließlich Aberystwyth eroberte. Zum Ende des Jahres kehrten sie mit einer großen Streitmacht zurück und überfielen den Süden von Ceredigion. Zusammen mit Gruffydd ap Rhys, Fürst von Deheubarth schlugen sie die Anglonormannen in einer Schlacht von Crug Mawr unweit von Cardigan. Die Stadt Cardigan wurde geplündert, doch Cardigan Castle konnte mit Schiffen über die See versorgt werden und widerstand so der Belagerung. 1137 vollendeten die beiden Brüder die Eroberung mit der Einnahme der Burgen im Osten und Süden der Region. In einem kühnen Angriff eroberten sie zudem Carmarthen Castle. Damit hatten sie den Höhepunkt ihrer Erfolge erreicht. Carmarthen konnten sie nicht halten und im nächsten Jahr konnten sie auch mit Hilfe von Anarawd ap Gruffydd und seinem Bruder Cadell, den Söhnen von Gruffydd ap Rhys und Fürsten von Deheubarth sowie einer irischen Wikingerflotte wieder nicht die Burg von Cardigan erobern. Cadwaladr gab sich mit dem nördlichen Ceredigion als seinen Anteil an den Eroberungen zufrieden. Nach dem Tod seines Vaters 1137 hatte ihm sein Bruder dazu die Herrschaft über die Insel Anglesey und über das Cantref Meirionydd überlassen. Dennoch blieb die Beziehung zu seinem Bruder gespannt, zum einen, weil Cadwaladr Ambitionen hegte, seinen Bruder als König zu vertreiben, zum anderen, weil Owains Söhne Hywel und Cynan versuchten, Gebiete ihres Onkels zu besetzen.

### Bündnis mit dem Earl of Chester und Bruch mit Owain Gwynedd
Cadwaldr und seine Krieger gehören neben Madog ap Maredudd von Powys und Morgan ab Owain von Caerleon zu dem „fürchterlichen walisischen Mob“, der 1141 Ranulph, Earl of Chester in der Schlacht von Lincoln unterstützt. Die Stadt wird dabei geplündert und König Stephan gefangen genommen. Durch seine Heirat mit Alice de Clare, der Tochter von Richard FitzGilbert de Clare, einer Nichte Ranulphs von Chester stärkte Cadwaladr seine Position in Ceredigion. Ein schweres Verbrechen führte 1143 zum Bruch mit seinem Bruder Owain Gwynedd. Er erlaubte seinen Gefolgsleuten, heimtückisch Anarawd ap Gruffydd, den Fürsten von Deheubarth zu ermorden. Anarawd war mit Owains Tochter verlobt gewesen, und Owain befahl seinen Sohn Hywel, Cadwaladr aus Ceredigion zu vertreiben. Cadwaladr flüchtete nach Irland, wo er sich die militärische Unterstützung der Dänen aus Dublin sicherte. Die Dänen brachten ihn 1144 mit einer Flotte nach Anglesey, damit er dort seine Herrschaft wieder erlangen konnte, doch er brach mit den Dänen und flüchtete zu seinem Bruder, mit dem er sich aussöhnte. Dennoch blieb seine Stellung in Gwynedd unsicher. 1147 vertrieben ihn seine Neffen Hywel und Cynan aus Meirionydd, indem sie gemeinsam, einer von Norden, einer von Süden in das Cantref einfielen und die Burg von Cynfail belagerten und eroberten. 1149 übergab Cadwaladr seine Herrschaft in Ceredigion an seinen Sohn Cadfan. Dieser wurde jedoch von Hywel in der neuen Burg Llanrhystud belagert und schließlich nach deren Eroberung gefangen genommen. 1152 vertrieb ihn sein Bruder von der Insel Anglesey, seinem letzten Herrschaftsgebiet.
Während der nächsten fünf Jahre lebte Cadwaladr im englischen Exil bei seinen angeheirateten Verwandten, wo er als nordwalisischer König auftrat. Earl Ranulf unterstützte ihn weiterhin, weil seine Besitzungen in Nordostwales durch die Eroberungen von Owain Gwynedd gefährdet waren. König Heinrich II. belohnte Cadwaladrs Unterstützung während des Bürgerkriegs durch die Verleihung der Herrschaft Ness in Shropshire. 1157 nahm Cadwaladr am Feldzug des Königs gegen Nordwales teil, und Heinrich II. forderte als Bedingung für den Frieden mit Owain Gwynedd, dass dieser wieder seinen Bruder aufnahm und ihm seine Ländereien zurückgab.

### Gefolgsmann von Owain Gwynedd
Von nun an unterstützte Cadwaladr loyal seinen Bruder. Zusammen mit seinen Neffen Hywel und Cynan und fünf englischen Earls unternahm er 1159 einen vergeblichen Feldzug gegen Rhys ap Gruffydd von Deheubarth. Bei der großen Versammlung von walisischen Fürsten und Häuptlingen 1165 in Corwen stand er an der Seite seines Bruders und kämpfte anschließend gegen Heinrich II., als dieser einen weiteren Feldzug gegen Wales führte. 1167 unterstützte er seinen Bruder bei der Eroberung der Burgen von Rhuddlan und Prestatyn. Er überlebte seinen Bruder um 15 Monate und wurde neben ihm in der Kathedrale von Bangor begraben.
Gerald von Wales lobte seine außerordentliche Großzügigkeit. Cadwaladr förderte das Augustinerstift von Haughmond in Shropshire und gründete eine Tochterkirche von in Nefyn auf der Lleyn-Halbinsel.

## Nachkommen
Er hatte mindestens zwei Söhne, Cadfan und Rhicert. Rhicert gehörte später zu den Gefolgsleuten von Llywelyn ab Iorwerth.